# Ilhas Pontinas

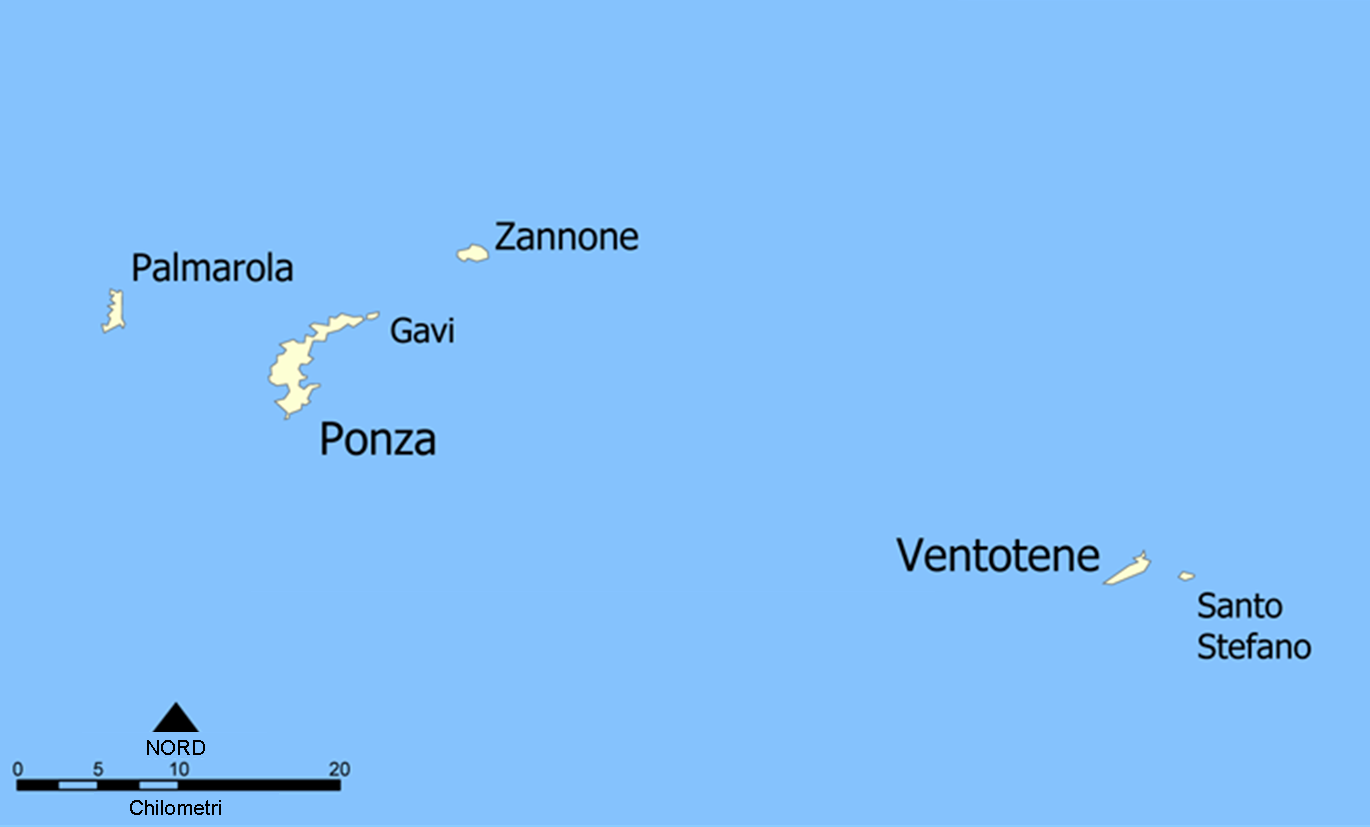
Localização do arquipélago.

As ilhas Pontinas (em italiano isole Ponziane ou Pontine) são um pequeno arquipélago vulcânico do mar Tirreno, à entrada do golfo de Gaeta, constituído por seis ilhas, com uma área total de 12 km². A população total é de cerca de 4 000 habitantes permanentes, mas durante o período estivo a população chega a triplicar devido ao intenso movimento turístico que aflui às ilhas. 

## Descrição
O arquipélago compreende seis ilhas maiores e numerosos ilhéus, agrupados em dois grupos:
- O Grupo de Noroeste, administrativamente a comuna de Ponza, com as seguintes ilhas:
  - Ilha de Ponza (Isola di Ponza)
  - Palmarola (Isola Palmarola)
  - Ilha Zannone (Isola di Zannone)
  - Ilha de Gavi (Isola di Gavi)
- O Grupo de Sueste, administrativamente a Comuna de Ventotene, com as seguintes ilhas:
  - Ilha de Ventotene (Isola di Ventotene)
  - Ilha de Santo Stefano (Isola di Santo Stefano)

As comunas do arquipélago pertenceram à Província da Terra di Lavoro até à sua supressão, passando então a integrar a Província de Nápoles. Foram transferidas para a Província de Latina (Littoria) em conjunto com Sora durante o regime fascista de Benito Mussolini.
As ilhas são servidas por serviço de embarcações rápidas de passageiros desde os portos de Formia, Anzio, Terracina, San Felice Circeo e, na estação estiva, de Ischia, Nápoles e Pozzuoli.